# Cupa UEFA 1974-1975
Cupa UEFA 1974–75 a fost câștigată de Borussia Mönchengladbach după ce a bătut-o pe FC Twente] la general.

## Prima rundă
| Echipa #1               | Total  | Echipa #2                    | Tur | Retur |
| ----------------------- | ------ | ---------------------------- | --- | ----- |
| Olympique Lyonnais      | 11–1   | FA Red Boys Differdange      | 7–0 | 4–1   |
| Valur                   | 1–2    | Portadown F.C.               | 0–0 | 1–2   |
| Derby County F.C.       | 6–2    | Servette FC                  | 4–1 | 2–1   |
| Ipswich Town F.C.       | 3–3(a) | FC Twente                    | 2–2 | 1–1   |
| Stoke City F.C.         | 1–1(a) | Ajax                         | 1–1 | 0–0   |
| R.W.D. Molenbeek        | 5–2    | Dundee F.C.                  | 1–0 | 4–2   |
| Rosenborg B.K.          | 3–12   | Hibernian                    | 2–3 | 1–9   |
| Porto                   | 5–4    | Wolverhampton Wanderers F.C. | 4–1 | 1–3   |
| Etar                    | 0–3    | Internazionale               | 0–0 | 0–3   |
| Gornik Zabrze           | 2–5    | FK Partizan                  | 2–2 | 0–3   |
| IK Start                | 1–7    | Djurgårdens IF               | 1–2 | 0–5   |
| Boluspor                | 0–4    | Dinamo București             | 0–1 | 0–3   |
| FC Spartak Moscow       | 3–3(a) | Velež                        | 3–1 | 0–2   |
| Beșiktaș                | 2–3    | Steagul Roșu Brașov          | 2–0 | 0–3   |
| FC Wacker Innsbruck     | 2–4    | Borussia Mönchengladbach     | 2–1 | 0–3   |
| SK Sturm Graz           | 2–2(a) | R. Antwerp F.C.              | 2–1 | 0–1   |
| Randers Freja           | 1–1    | Dynamo Dresden (a)           | 1–1 | 0–0   |
| Hamburger SV            | 4–0    | Bohemian F.C.                | 3–0 | 1–0   |
| SK Rapid Wien           | 3–2    | Aris Thessaloniki F.C.       | 3–1 | 0–1   |
| Real Sociedad           | 0–5    | Baník Ostrava                | 0–1 | 0–4   |
| PFC Lokomotiv Plovdiv   | 4–4(p) | Raba ETO Győr                | 3–1 | 1–3   |
| Östers IF               | 4–4(a) | FC Dynamo Moscow             | 3–2 | 1–2   |
| FC Nantes Atlantique    | 3–2    | Legia Warszawa               | 2–2 | 1–0   |
| Napoli                  | 3–1    | Videoton FC                  | 2–0 | 1–1   |
| Vorwärts Frankfurt      | 2–4    | Juventus                     | 2–1 | 0–3   |
| Grasshopper-Club Zurich | 3–2    | Panathinaikos                | 2–0 | 1–2   |
| Torino                  | 2–4    | Fortuna Düsseldorf           | 1–1 | 1–3   |
| 1. FC Köln              | 9–2    | KPV                          | 5–1 | 4–1   |
| FC Amsterdam            | 12–0   | Hibernians FC                | 5–0 | 7–0   |
| KB                      | 3–6    | Atlético Madrid              | 3–2 | 0–4   |
| Vitória FC              | 1–5    | Real Zaragoza                | 1–1 | 0–4   |
| Dukla Prague            | (wo)   | Pezoporikos Larnaca FC       |     |       |

### Primul tur
| Etar | 0 – 0  | Internazionale |
| ---- | ------ | -------------- |
|      | Raport |                |

| Napoli                 | 2 – 0  | Videoton FC |
| ---------------------- | ------ | ----------- |
| Massa 46' Pogliana 72' | Raport |             |

| Vorwärts Frankfurt     | 2 – 1  | Juventus   |
| ---------------------- | ------ | ---------- |
| Schuth 3' Krautzig 74' | Raport | Capello 8' |

| Torino     | 1 – 1  | Fortuna Düsseldorf |
| ---------- | ------ | ------------------ |
| Pulici 27' | Raport | Zewe 56'           |

### Turul doi
| Internazionale                       | 3 – 0  | Etar |
| ------------------------------------ | ------ | ---- |
| Oriali 32' Boninsegna 51' 90' (pen.) | Raport |      |

Internazionale a câștigat 3–0 la general.
| Videoton FC | 1 – 1  | Napoli      |
| ----------- | ------ | ----------- |
| Wollek 9'   | Raport | Braglia 18' |

Napoli a câștigat 3–1 la general.
| Juventus                                   | 3 – 0  | Vorwärts Frankfurt |
| ------------------------------------------ | ------ | ------------------ |
| Anastasi 17' Hause 34' (o.g.) Altafini 83' | Raport |                    |

Juventus a câștigat 4–2 la general.
| Fortuna Düsseldorf                      | 3 – 1  | Torino      |
| --------------------------------------- | ------ | ----------- |
| Zimmermann 10' Seel 21' Geye 73' (pen.) | Raport | Agroppi 19' |

Fortuna Düsseldorf a câștigat 4–2 la general.

## Runda a doua
| Echipa #1                | Total  | Echipa #2           | Tur | Retur    |
| ------------------------ | ------ | ------------------- | --- | -------- |
| Derby County F.C.        | (p)4–4 | Atlético Madrid     | 2–2 | 2–2      |
| Hibernian                | 2–8    | Juventus            | 2–4 | 0–4      |
| FK Partizan              | 6–1    | Portadown F.C.      | 5–0 | 1–1      |
| FC Nantes Atlantique     | 1–2    | Baník Ostrava       | 1–0 | 0–2(aet) |
| Dinamo București         | 3–4    | 1. FC Köln          | 1–1 | 2–3      |
| Raba ETO Győr            | 2–3    | Fortuna Düsseldorf  | 2–0 | 0–3      |
| SK Rapid Wien            | 1–2    | Velež               | 1–1 | 0–1      |
| Dynamo Dresden           | (p)1–1 | FC Dynamo Moscow    | 1–0 | 0–1      |
| Grasshopper-Club Zurich  | 2–6    | Real Zaragoza       | 2–1 | 0–5      |
| Borussia Mönchengladbach | 6–2    | Olympique Lyonnais  | 1–0 | 5–2      |
| Hamburger SV             | 10–1   | Steagul Roșu Brașov | 8–0 | 2–1      |
| FC Twente                | 3–1    | R.W.D. Molenbeek    | 2–1 | 1–0      |
| Djurgårdens IF           | 1–5    | Dukla Prague        | 0–2 | 1–3      |
| Internazionale           | 1–2    | FC Amsterdam        | 1–2 | 0–0      |
| Napoli                   | 2–0    | Porto               | 1–0 | 1–0      |
| Ajax                     | (a)2–2 | R. Antwerp F.C.     | 1–0 | 1–2      |

### Primul tur
| Hibernian               | 2 – 4  | Juventus                                    |
| ----------------------- | ------ | ------------------------------------------- |
| Stanton 58' Cropley 64' | Raport | Gentile 44' Altafini 69' 87' Cuccureddu 79' |

| Internazionale | 1 – 2  | FC Amsterdam  |
| -------------- | ------ | ------------- |
| Boninsegna 73' | Raport | Jansen 6' 38' |

| Napoli        | 1 – 0  | Porto |
| ------------- | ------ | ----- |
| Orlandini 51' | Raport |       |

### Turul doi
| Juventus                                 | 4 – 0  | Hibernian |
| ---------------------------------------- | ------ | --------- |
| Bettega 9' Anastasi 58' 83' Altafini 74' | Raport |           |

Juventus a câștigat 8–2 la general.
| FC Amsterdam | 0 – 0  | Internazionale |
| ------------ | ------ | -------------- |
|              | Raport |                |

FC Amsterdam a câștigat 2–1 la general.
| Porto | 0 – 1  | Napoli      |
| ----- | ------ | ----------- |
|       | Raport | Clerici 77' |

Napoli a câștigat 2–0 la general.

## Runda a treia
| Echipa #1                | Total  | Echipa #2          | Tur | Retur |
| ------------------------ | ------ | ------------------ | --- | ----- |
| Napoli                   | 1–3    | Baník Ostrava      | 0–2 | 1–1   |
| Hamburger SV             | 6–3    | Dynamo Dresden     | 4–1 | 2–2   |
| Dukla Prague             | 3–6    | FC Twente          | 3–1 | 0–5   |
| FK Partizan              | 2–5    | 1. FC Köln         | 1–0 | 1–5   |
| Borussia Mönchengladbach | 9–2    | Real Zaragoza      | 5–0 | 4–2   |
| FC Amsterdam             | 5–1    | Fortuna Düsseldorf | 3–0 | 2–1   |
| Juventus                 | (a)2–2 | Ajax               | 1–0 | 1–2   |
| Derby County F.C.        | 4–5    | Velež              | 3–1 | 1–4   |

### Primul tur
| Napoli | 0 – 2  | Baník Ostrava            |
| ------ | ------ | ------------------------ |
|        | Raport | Albrecht 81' Kolečko 83' |

| Juventus    | 1 – 0  | Ajax |
| ----------- | ------ | ---- |
| Damiani 16' | Raport |      |

### Turul doi
| Baník Ostrava | 1 – 1  | Napoli        |
| ------------- | ------ | ------------- |
| Slaný 82'     | Raport | Ferradini 40' |

Baník Ostrava a câștigat 3–1 la general.
| Ajax                          | 2 – 1  | Juventus           |
| ----------------------------- | ------ | ------------------ |
| Blankenburg 16' G. Mühren 90' | Raport | Damiani 52' (pen.) |

Ajax 2–2 Juventus. Juventus a câștigat on away goals rule.

## Sferturi de finală
| Echipa #1     | Total | Echipa #2                | Tur | Retur |
| ------------- | ----- | ------------------------ | --- | ----- |
| Juventus      | 2–0   | Hamburger SV             | 2–0 | 0–0   |
| 1. FC Köln    | 8–3   | FC Amsterdam             | 5–1 | 3–2   |
| Velež         | 1–2   | FC Twente                | 1–0 | 0–2   |
| Baník Ostrava | 1–4   | Borussia Mönchengladbach | 0–1 | 1–3   |

### Primul tur
| Juventus             | 2 – 0  | Hamburger SV |
| -------------------- | ------ | ------------ |
| Capello 3' Viola 11' | Raport |              |

### Turul doi
| Hamburger SV | 0 – 0  | Juventus |
| ------------ | ------ | -------- |
|              | Raport |          |

Juventus a câștigat 2–0 la general.

## Semi-finale
| Echipa #1  | Total | Echipa #2                | Tur | Retur |
| ---------- | ----- | ------------------------ | --- | ----- |
| FC Twente  | 4–1   | Juventus                 | 3–1 | 1–0   |
| 1. FC Köln | 1–4   | Borussia Mönchengladbach | 1–3 | 0–1   |

### Primul tur
| FC Twente                   | 3 – 1  | Juventus     |
| --------------------------- | ------ | ------------ |
| Jeuring 26' Zuidema 58' 83' | Raport | Altafini 64' |

### Turul doi
| Juventus | 0 – 1  | FC Twente   |
| -------- | ------ | ----------- |
|          | Raport | Zuidema 10' |

FC Twente a câștigat 4–1 la general.

## Finală
| Echipa #1          | Total | Echipa #2 | Tur | Retur |
| ------------------ | ----- | --------- | --- | ----- |
| B. Mönchengladbach | 5–1   | FC Twente | 0–0 | 5–1   |